# حسين أباد (هريس)
حسين أباد هي قرية في مقاطعة هريس، إيران. عدد سكان هذه القرية هو 32 في سنة 2006.